# Þjórsárdalur

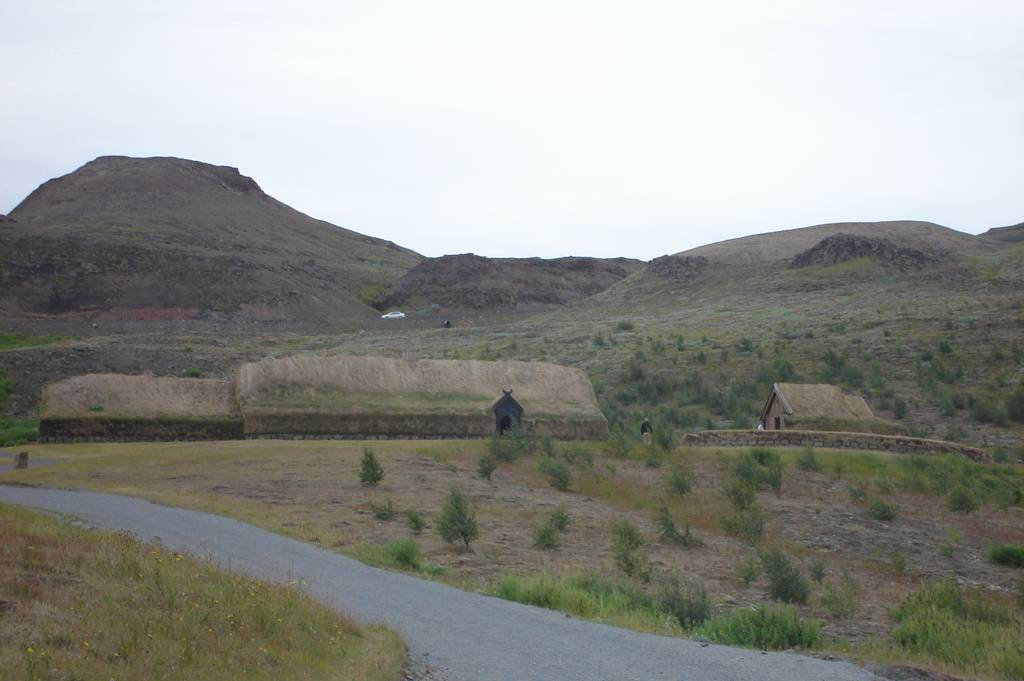
Þjóðveldisbær

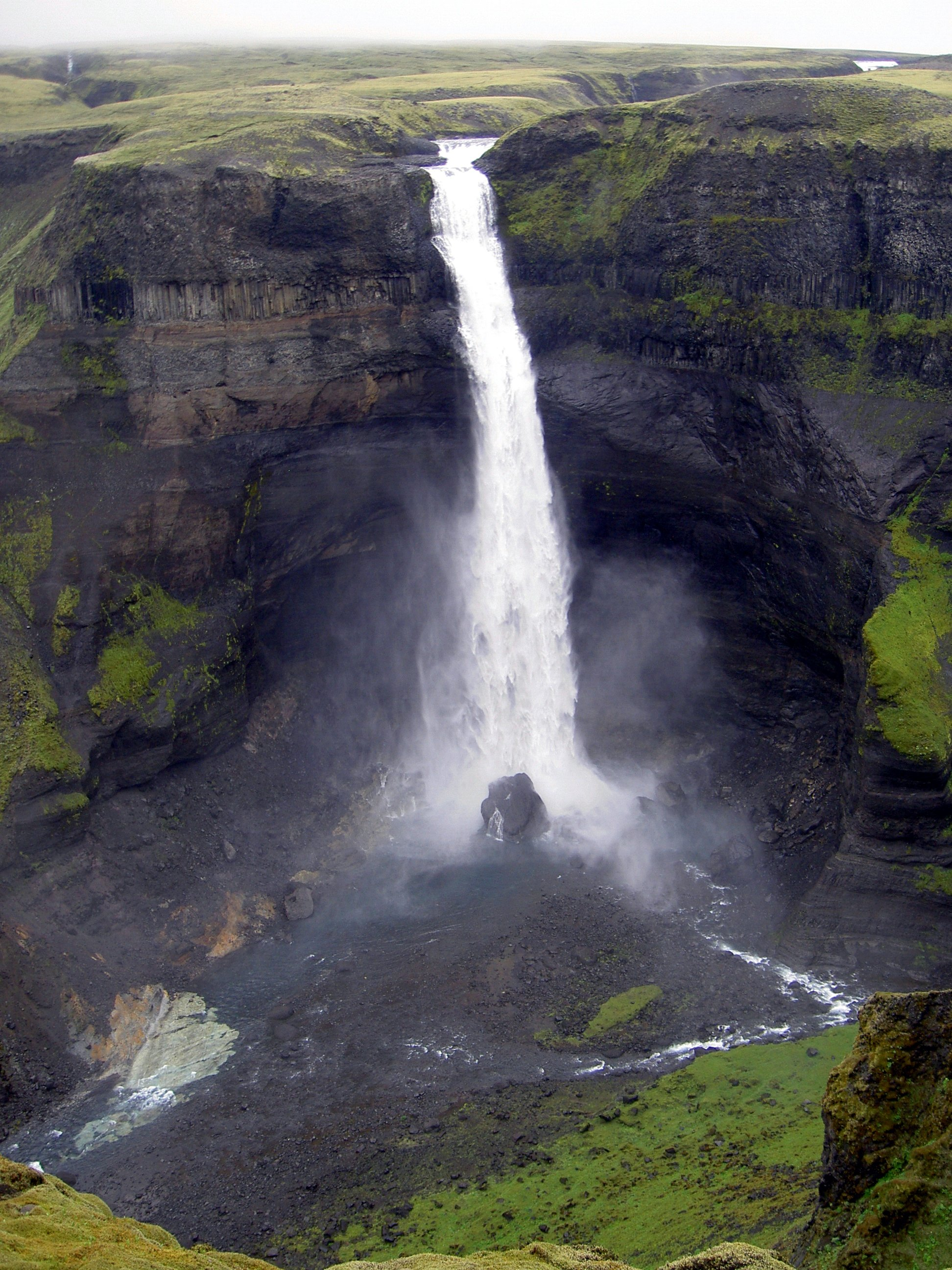
Wasserfall Háifoss

Das Þjórsárdalur ist ein Tal im Süden von Island.

## Name und Fluss
Das Tal wird gestreift von Islands längstem Fluss Þjórsá, woher auch der Name stammt.

## Lage und Gestalt
Das Þjórsárdalur ist das östlichste Tal im Bezirk Árnessýsla. Es liegt nördlich des Berges Gaukshöfði zwischen den kleinen Bergen Hagafjall und Búrfell (Þjórsá).
Ein großer Teil des Tales ist eine öde Sandwüste, was den häufigen Ausbrüchen des nahen Vulkans Hekla zu verdanken ist.
Jedoch hat sich der Staatliche Forstverein (Skógrækt ríkisins) seit den 30er Jahren um Wiederaufforstung und Bodenbefestigung bemüht. Dies erkennt man etwa am Skriðufell. Neben der Pflanzung von Bäumen wurden auch Lupinen und Strandhafer angesät.

## Vulkanismus

### Hekla
Im Mittelalter war das Tal relativ dicht besiedelt. Dem setzte jedoch ein gewaltiger explosiver Ausbruch der Hekla im Jahre 1104 ein Ende. Die ca. 20 damals unter Asche begrabenen Höfe wurden im Jahre 1939 teilweise wieder ausgegraben, darunter der Museumshof Stöng, dessen Rekonstruktion Þjóðveldisbær sich heutzutage in der Nähe des Kraftwerks Búrfellsstöð befindet.
Spuren eines noch gewaltigeren Ausbruchs der Hekla finden sich ebenfalls im Tal: Die weißlichen rhyolithischen Aschen dieser Plinianischen Eruption, die sich vor ca. 2.900 Jahren ereignet hat, findet man immer noch an den Berghängen der Umgebung und am Berg Skeljafjall ist die Schicht ca. 2,5 m dick.

### Bárðarbunga
Neben der Hekla haben auch andere Vulkansysteme Einfluss auf die Gestalt des Tales genommen. Das gilt vor allem für das System der Bárðarbunga, das über die im Isländischen Hochland befindlichen Kraterreihen der Vatnaöldur und Veiðivötn Laven bis ins Tiefland geschickt hat.
Vor allem ist hier von den Búrfellslaven die Rede, die vor 3.500 Jahren aus dem Tungnaá-Becken strömten und u. a. den Boden des Tales bedecken. Diese Laven bildeten auch, als sie über feuchte Moorgebiete rannen, die im Talinneren befindlichen Pseudokrater.
Die Laven strömten durch eine kleine Schlucht namens Gjáin in das Þjórsárdalur.

### Erkalteter Zentralvulkan
Zum Beispiel unterhalb des Wasserfalls Háifoss erkennt man die Reste eines alten Zentralvulkans, der erkaltet ist. Daher findet sich auch Rhyolith in der Umgebung des Wasserfalls.
Das Þjórsardalur wurde praktisch in den Vulkan hineingeschnitten, dem man nachträglich den Namen des Tales gegeben hat. Genaugenommen handelt es sich geologisch gesehen bei dem Tal um die Reste einer Caldera von etwa 8 km Durchmesser, wie man besonders schön beim Berg Fossalda erkennen kann, wo sich viele Gänge in älteres Rhyolith- und Andesitgestein gegraben haben. Diese Fördergänge (Dykes) verbinden die Magmakammer mit kleinen Rhyolithlavadomen.
Im Tal findet man neben Tillit-Gestein auch Kissenlaven und Andesittuffe. Dies wiederum weist darauf hin, dass, als der Vulkan vor ca. 2 Millionen Jahren noch aktiv war, gleichzeitig ein Gletscher die Caldera ausfüllte.
Diverse Basaltlavaströme aus anderen Quellen begruben die Reste des Vulkans zunächst, bis die Gletscher der Eiszeit diese erodierten und ihn teilweise wieder ans Tageslicht brachten.

## Flüsse
Die namensgebende Þjórsá streift das Tal eigentlich nur an seiner Südseite. Im Tal selbst jedoch finden sich vier Flüsse: Fossá í Þjórsárdal, die die schönen Wasserfälle Háifoss und Hjálparfoss bildet, sowie Rauðá, Sandá und Grjótá.

## Kraftwerk Búrfellsstöð

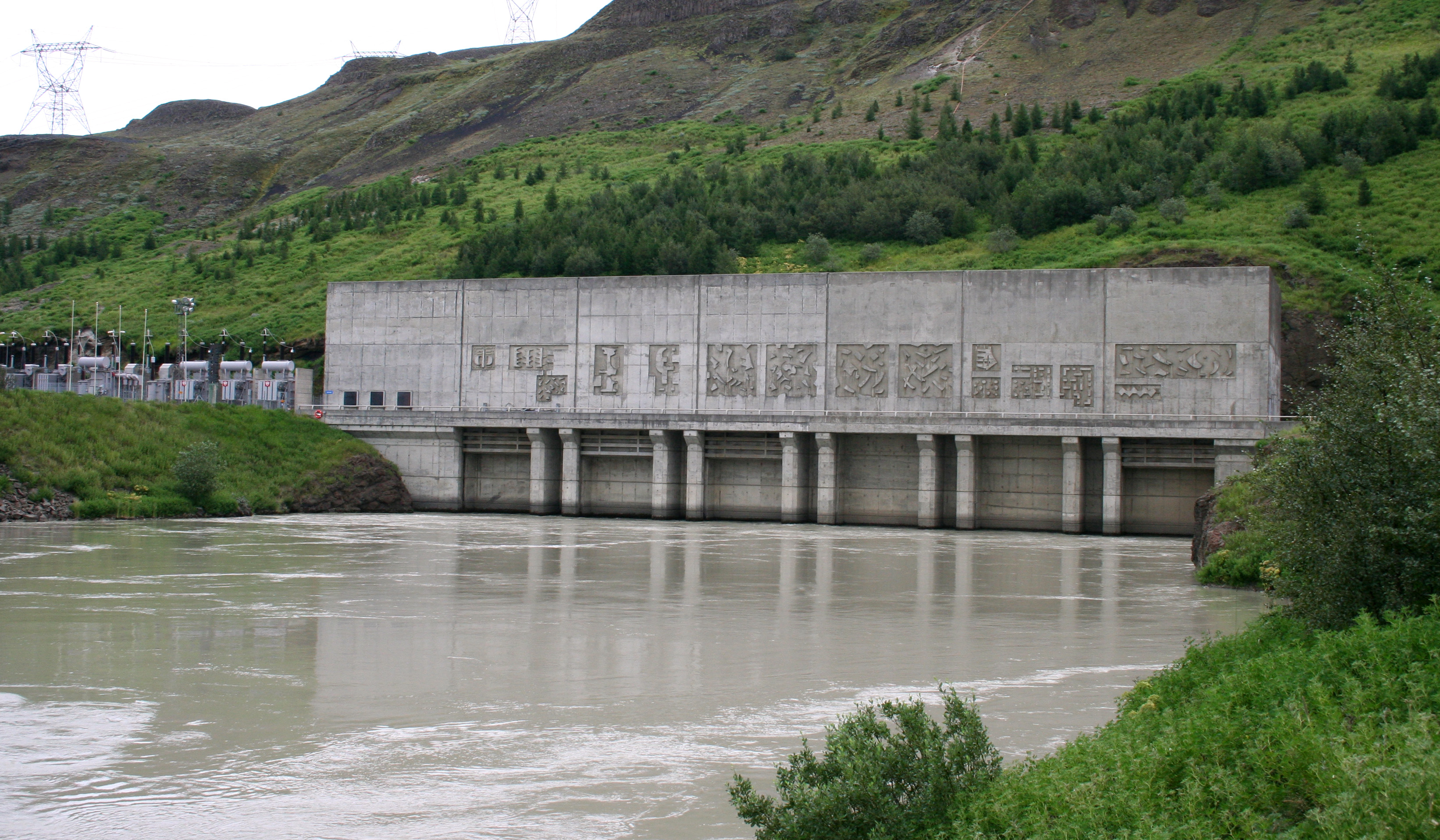
Maschinenhaus des Búrfellsstöð

Das große Wasserkraftwerk Búrfellsstöð wurde 1972 in Betrieb genommen. Es liegt unterhalb des Samstaðamúli. Dort befinden sich das Turbinenhaus und in der Nähe ist ein kleines Dorf der dort befindlichen Angestellten und Arbeiter entstanden. Für sie wurde auch in Reykholt im Þjórsádalur ein Schwimmbad in der Einöde gebaut, das immer noch in Betrieb ist.